# Триніті-коледж (Дублін)
53°20′40″ пн. ш. 6°15′30″ зх. д. / 53.34444° пн. ш. 6.25833° зх. д.
Коледж Святої Королеви Єлизавети та неподільної Трійці біля Дубліна (Триніті-коледж) — найстаріший та найпрестижніший навчальний заклад в Ірландії. Входить до складу Дублінського університету.
Триніті-коледж розташований в центрі Дубліна. Він займає площу в 190 000 м², на якій міститься безліч як старих, так і нових будівель, розташованих навколо великих дворів (відомих як «квадрати»), і два ігрових поля.
До складу Триніті-коледжу входять шість факультетів: гуманітарний, філологічний, бізнесу, економіки та соціальних наук, інженерної справи та кібернетики, медицини та природничих наук.
Для вступу в цей університет необхідно подати атестат про середню освіту, який відповідав би ірландському сертифікату про закінчення школи або британському атестату про середню освіту GCSE або A-level.

## Історія
У 1592 році невелика група мешканців Дубліна, одержавши лист від королеви Єлизавети I, заснувала коледж у покинутому монастирі Всіх Святих, що на південному сході від міських стін. Першим ректором університету став архієпископ Дубліна Адам Лофтус.

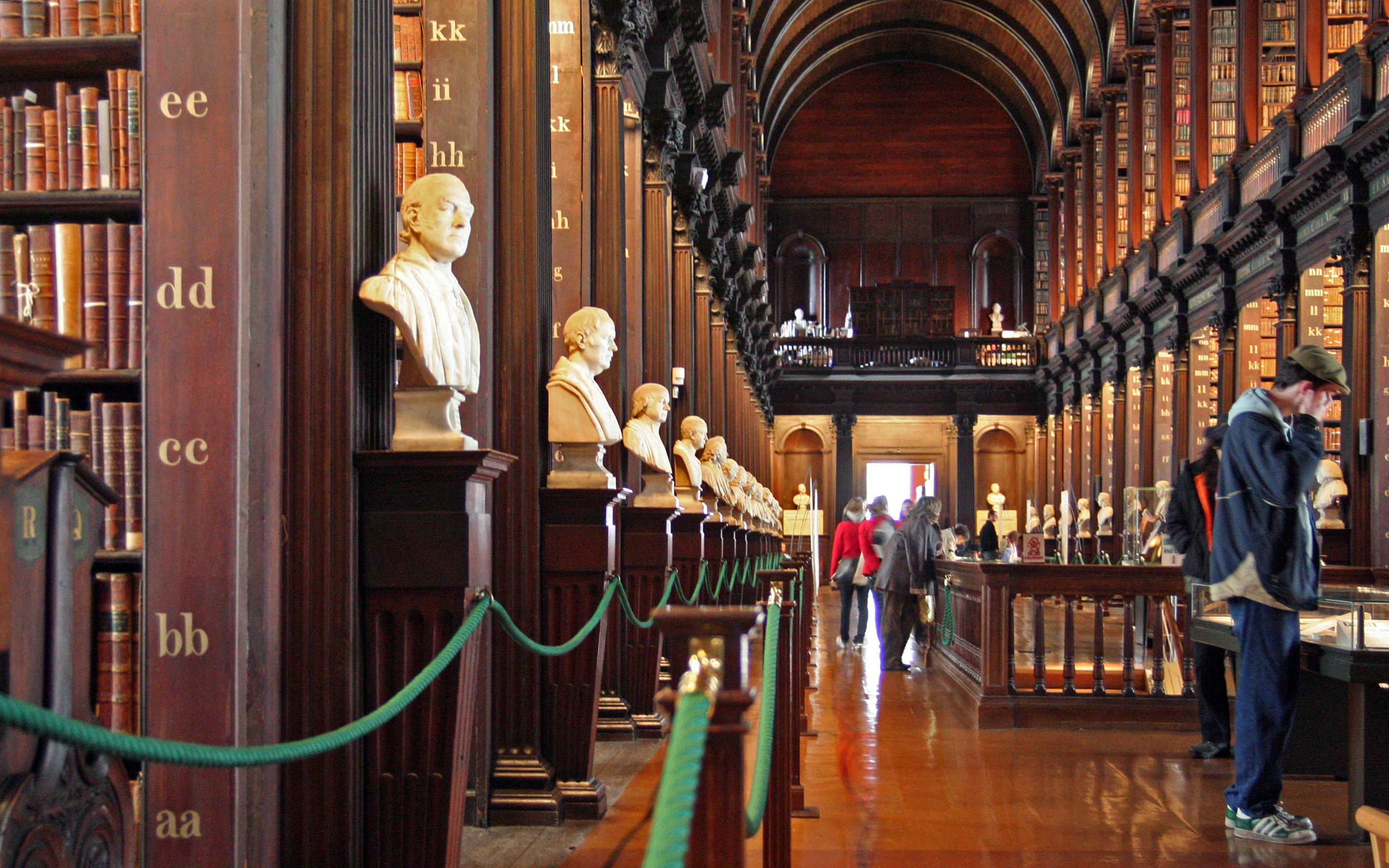
Довгий зал бібліотеки

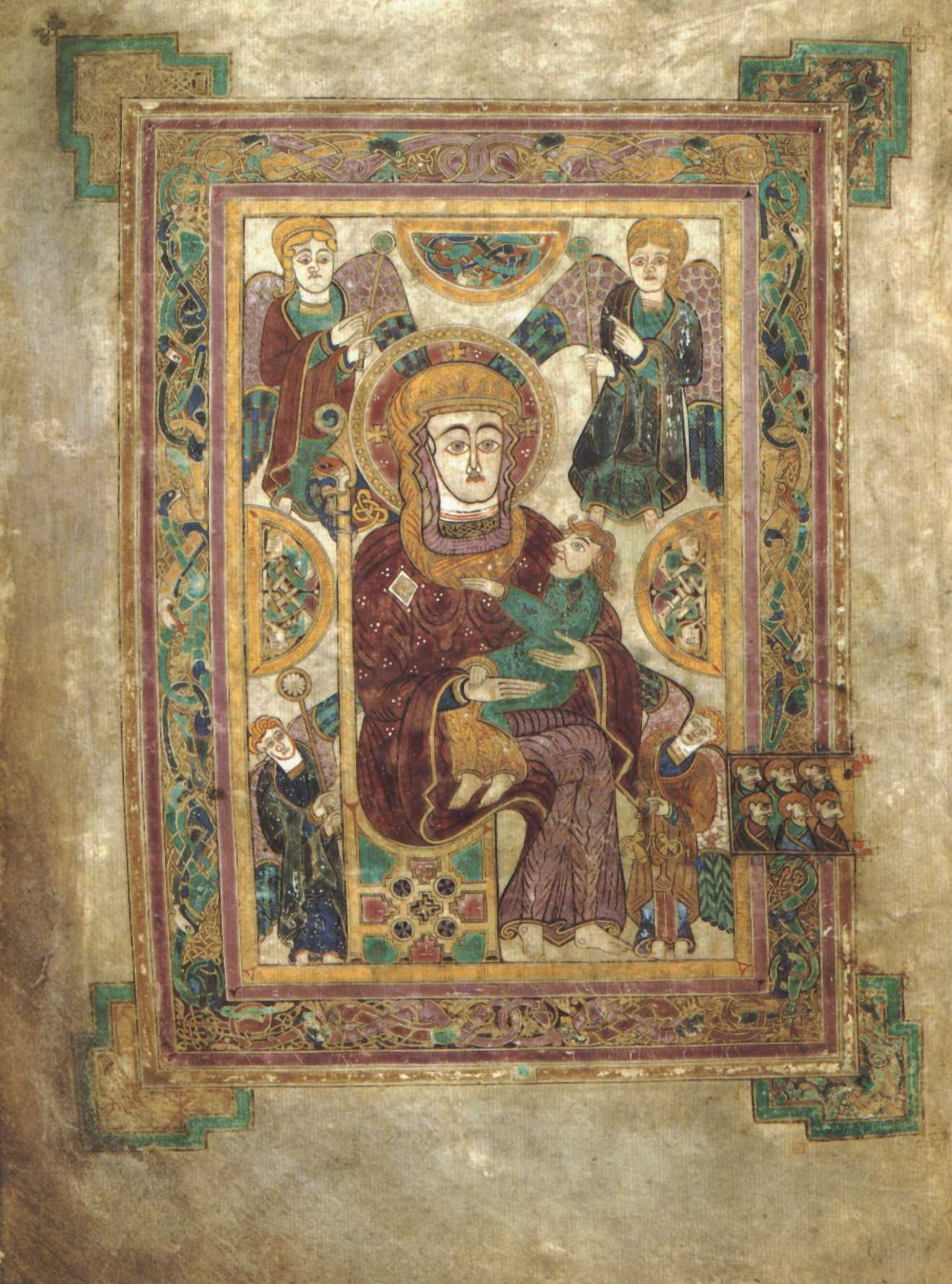
Келлська книга — один з найвідоміших томів бібліотеки Триніті-коледжу

Через деякий час місто розрослося і університет став його частиною. Головний будинок університету стали будувати через століття після заснування.
Жінки були допущені до коледжу як повноцінні студентки в 1904 році. Триніті-коледж був першим зі старих університетів Європи, який зробив цей крок.

## Бібліотека
Бібліотека Триніті-коледжу є найбільшою науковою бібліотекою в Ірландії. Коледж має законне право на копію кожної книги, виданої у Великій Британії та Ірландії і, отже, отримує понад 100 000 нових збірок щороку. Бібліотека містить близько п'яти мільйонів книг, у тому числі 30 000 поточних збірок і значних колекцій рукописів, карт і нотних видань.

## Рейтинги
Триніті-коледж — один із семи найстаріших університетів англомовного світу та єдиний, який розташований поза Великою Британією.
- Times Higher Education Supplement Global Ranking[10]: 53-й в усьому світі та 13-й у Європі[11], піднявся з 78-го місця у світі у 2006 році. 37-й в усьому світі серед гуманітарних вищих навчальних закладів (піднявся з 39-го у 2006 році) і єдиний ірландський університет у 100 найкращих (у 300 найкращих таких 4).
- Financial Times MBA Ranking: 70-й у світі, 1-й в Ірландії[12].
- Shanghai Jiao Tong University Ranking: 201—300 глобально і 1-й в Ірландії[13].
- Whitefield Consulting Worldwide — European MBA Rankings 2007: 16-й в Європі і 1-й в Ірландії[14].

## Відомі викладачі
- Джеймс Маккуллаг

## Відомі випускники
- Оскар Вайлд
- Джонатан Свіфт
- Вільям Ровен Гамільтон
- Семюел Бекет
- Брем Стокер
- Кеті Мак-Грат
- Джордж Стоні
- Девід О'Салліван